# Konzumní společnost
Konzumní společnost (anglicky consumer society) je označení pro stav společnosti, ve kterém je spotřeba (konzum) materiálních statků považována za hlavní kulturní hodnotu a měřítko úspěchu jednotlivce. Svoboda konzumovat je zpravidla nadřazená všem ostatním svobodám. Pojem konzumní společnost je spjatý s konzumerismem (z latinského consumare, spotřebovat) a je jedním z klíčových bodů kritiky masové společnosti.
V konzumní společnosti se zboží již nespotřebovává za účelem dosažení nějakého cíle, tímto cílem je spotřeba samotná. Konzumní orientace jednotlivců není politicky neutrální, naopak je ovlivňována a vynucována zájmy firem. S tím je také spojené významné využití reklamy.

## Historie
Do začátku 20. století byl konzumní styl života vyhrazen pouze hrstce příslušníků vyšších tříd. Pro zbytek populace byla spotřeba omezena jen na nezbytné potřeby. Nadměrný konzum byl také v rozporu s tehdejšími kulturními a náboženskými představami. Například většina křesťanských církví upřednostňovala skromný styl života před “luxusem”. Postupně však některá náboženství a kultury začaly tolerovat určitou omezenou spotřebu a výrazněji kritizovaly rozdíly ve spotřebě mezi bohatými a chudými.
Tento vzestup masového konzumu byl do značné míry způsoben nadprodukcí zboží, která vznikla následkem skokového technologického pokroku a současným nedostatkem kupní síly obyvatelstva. Mnoho komodit bylo náhle dostupných v hojnosti. Extrakce nerostných surovin byla z rázu snadnější a násobně levnější. Pokrok byl navíc umocněn i například rychlou urbanizací a rapidním bohatnutím západních států, které právě procházely druhou vlnou industrializace.
Přesvědčování lidí k nákupu nezbytných statků za účelem okamžitého požitku a štěstí bylo důležitou součástí zrodu moderního marketingu. Aktivní spotřeba byla prezentována pozitivně. Zásadním účelem reklamy se stalo prosazování myšlenky, že zboží dříve dostupné pouze pro úzký kruh elit je nezbytnou součástí každé domácnosti.
Společenská transformace s sebou nesla nezbytné změny v zájmu posílení spotřeby; došlo ke změnám v životním stylu, k rychlému růstu životní úrovni, k rozvoji mezinárodního obchodu, ke změnám v zákonech a zejména k nárůstu mezd napříč společností a rozšíření spotřebitelských úvěrů. Právě zadlužování spotřebitelů výrazně posílilo spotřebu, která obratem stimulovala hospodářský růst.

## Současnost
Zatímco motivací člověka v minulosti bylo především přežít, současnou motivací člověka je hledání štěstí v moderní kultuře a společnosti.
V dnešním světě plném informací člověk dělá mnohonásobně více rozhodnutí než v minulosti. Člověk má tendenci dělat věci pomalu, nicméně okolí a současný trend člověka nutí neustále zrychlovat ve všech činnostech a to má za následek, že kvantita nahrazuje kvalitu.
Nakupování člověku částečně přináší pocit štěstí a úzce koresponduje s roztěkaností moderního života. Člověk nakupuje nezbytné věci s domněnkou, že mu přinese pocit štěstí, nicméně toto štěstí velmi rychle vyprchá a člověka tato potřeba po velmi krátké době opět přemůže. Konzumace zboží by ideálně měla přinášet okamžité uspokojení a to ve dvojím smyslu. Spotřebované zboží by mělo přinést spokojenost ihned, bez zpoždění, bez zdlouhavého učení se novým schopnostem a bez rozsáhlých základních dovedností; ale uspokojení by také mělo skončit v čase svého naplnění při zkonzumování zboží a tento čas by měl být zredukován na holé minimum. Konzumenti díky tomu neudrží svou pozornost na jednom objektu. Naopak jsou netrpěliví, impulzivní a snadno ovlivnitelní.
Nedílnou součástí současného konzumního trendu je reklama. Reklama zpravidla slibuje něco, co systém, jemuž slouží, nemůže nikdy splnit. Konzumní zboží v ní zobrazováno se stalo moderním opiem lidstva. Reklama neupozorňuje přímo na výrobek, ale usiluje o to prezentovat hravost, vtip, svádivost, atraktivitu či svůdnost, vrývá do konzumentských hlav svoji úspěšnou vítěznou značku. Člověk je tak dotlačen k častému iracionálnímu až nesmyslnému nakupování, kdy kvantita převládá nad kvalitou.

## Důsledky
Konzumní společnost může být chápána pozitivně i negativně. Ze strany výrobců znamená konzumní společnost snižování nákladů, nadprodukci a nadspotřebu, což vede ke zvyšování zisků, tudíž je chápána pozitivně.
Z pohledu lidí přináší konzumní společnost dostupnost jakéhokoli druhu zboží a v prakticky jakémkoli objemu. Tento aspekt je pozitivní, avšak negativní jsou jeho doprovodné jevy – růst zadluženosti, horšící se zdravotní stav obyvatel a hrozící ekologické katastrofy způsobené velkým množstvím odpadů a škodlivin v přírodě.